# Bùi Gia Tường
Bùi Gia Tường là Giáo sư, nhà giáo, nghệ sĩ biểu diễn chuyên về đàn cello nổi tiếng tại Việt Nam.

## Tiểu sử và sự nghiệp
Bùi Gia Tường sinh ra trong một gia đình tri thức tại Hà Nội. Năm lên 4 tuổi, Bùi Gia Tường mồ côi cha. Mẹ ông một mình nuôi 6 đứa con đến lúc trưởng thành. Năm 11 tuổi, Bùi Gia Tường về Ninh Bình sinh sống. Thuở bé, ông rất thích hát và cũng có giọng hát hay nên được các thanh niên cho vào sinh hoạt tại đoàn xung phong tuyên truyền của Ninh Bình. Sau đó, nhờ quen biết, ông được một người anh giới thiệu vào Đoàn Văn công của Sư đoàn 308 để hát phục vụ bộ đội. Năm 1957, ông được chuyển sang Bộ Văn hóa và đi học nhạc. Ông tốt nghiệp đại học và cao học tại nhạc viện Tchaikovsky (Matxcơva, Nga). Ông là giảng viên cello hệ đại học đầu tiên của Nhạc viện Hà Nội, nay là Học viện Âm nhạc Quốc gia Việt Nam.
Ông tốt nghiệp Nhạc viện Tchaikovski năm 1979, tốt nghiệp nghiên cứu sinh nhạc viện này năm 1982. Năm 1974 ông đã vào được vòng 2 cuộc thi âm nhạc quốc tế Tchaikovsky.
Từ năm 1986 - 1999, ông giữ chức vụ Phó cục trưởng, rồi Cục trưởng Cục Nghệ thuật biểu diễn - Bộ Văn hoá thể thao và du lịch, kiêm Phó giám đốc Dàn nhạc giao hưởng Việt Nam và Giám đốc Nhà hát Nhạc vũ kịch Việt Nam. Ông từng được mời tham gia Ban giáo khảo 2 cuộc thi Cello quốc tế mang tên Tchaikovsky năm 1982 và năm 1986 tại Moscow.
Ông từng đào tạo nhiều nghệ sĩ cello nổi tiếng như Ngô Hoàng Quân, Trần Thị Mơ,...
Đêm nhạc mừng ông 70 tuổi đã được tổ chức vào ngày 30 tháng 11 năm 2007, tại Nhạc viện thành phố Hồ Chí Minh.
Đêm nhạc "Lời chào tình yêu" diễn ra ngày 5 tháng 10 năm 2012 tại Học viện Âm nhạc Huế, để chào mừng 55 năm ngày thành lập Hội nhạc sĩ Việt Nam, đồng thời mừng ông tròn 75 tuổi.

## Giải thưởng và danh hiệu
- Giáo sư (1992)
- Nghệ sĩ ưu tú: Đợt 3 (1993)
- Nghệ sĩ nhân dân: Đợt 5 (2001)
- Huân chương lao động hạng Nhất (1998)[9]
- Huy hiệu 40 năm tuổi đảng (2007)
- Huy hiệu 50 năm tuổi Đảng (2017)